# Jindřich Procházka
Jindřich Procházka (2. dubna 1890 Roudnice nad Labem – 10. listopadu 1961 Český Šternberk) byl významný český baptistický kazatel a teolog, autor řady náboženských spisů a tvůrce anglicko-českých slovníků. Vedl baptistický teologický seminář a byl tajemníkem Bratrské jednoty Chelčického. Působil rovněž jako kazatel baptistického sboru v Praze na Pankráci. Jeho synem byl operní pěvec Lubomír Procházka a vnukem je režisér ostravského studia České televize Jindřich Procházka.

## Dílo (výběr)
- Naše zásady. Pro náboženskou výchovu dospělých i mládeže ve sbořích Bratrské Jednoty čs. baptistů (Chelčického), Lipt. Sv. Mikuláš: nákl. čas. Rozsievač, 1930.
- Obrazy z dějin Baptistů, Praha: Svaz ml. čsl. Baptistů, 1938.
- Po deseti letech. Přehled činnosti Bratrské Jednoty čsl. baptistů (Chelčického) 1919–1929, Lipt. Sv. Mikuláš: nákl. vlastním, 1929.